# Radio Disney Music Awards
I Radio Disney Music Awards sono una manifestazione annuale organizzata dall'emittente radiofonica statunitense Radio Disney dal 2002, volta a premiare il meglio dal mondo della musica. A partire dal 2014 lo show viene trasmesso dall'emittente televisiva Disney Channel.

## Storia
I Radio Disney Music Awards premiano il meglio dell'anno nel mondo della musica, in particolare nel genere teen pop, e si basano sulle votazioni degli ascoltatori della rete radiofonica statunitense Radio Disney, i quali possono esprimere le proprie preferenze online sul sito ufficiale. Il trofeo che viene assegnato ai vincitori è chiamato "Golden Mickey" ed è una statua di color oro che riproduce la figura del noto personaggio del mondo Disney Topolino mentre indossa un paio di cuffie.
La cerimonia si è svolta annualmente dal 2002 al 2006, quando veniva registrata negli studi di Radio Disney a Burbank, in California, per essere poi interrotta fino al 2012. Nel 2013 viene organizzata una nuova edizione, sempre a cura di Radio Disney, ma registrata al Nokia Theatre di Los Angeles. Prima del 2014 lo spettacolo non veniva trasmesso sulla rete Disney Channel, per promuovere il network Radio Disney, controllato anch'esso da The Walt Disney Company. Tuttavia a partire dalla settima edizione, il 26 aprile 2014, lo spettacolo inizia ad essere trasmesso un giorno dopo la cerimonia, nel tentativo del network statunitense di competere con i Kids' Choice Awards organizzati dalla rete Nickelodeon.
Il video più visto sul web, nella storia della premiazione, è la performance di Problem di Ariana Grande ai RDMAs 2013, che ha totalizzato oltre 20.000.000 di views.
L'edizione 2016 è trasmessa in Italia il 21 maggio 2016 su Disney Channel.

## Cerimonie
| Anno      | Luogo                                                                               | Presentatore                                                        | Esibizioni |
| --------- | ----------------------------------------------------------------------------------- | ------------------------------------------------------------------- | --- |
| 2001      | Cerimonia audio fonica registrata presso i Radio Disney Studios Burbank, California | Sterling Sulieman                                                   | TBA |
| 2002      | Cerimonia audio fonica registrata presso i Radio Disney Studios Burbank, California | Sterling Sulieman                                                   | TBA |
| 2003      | Cerimonia audio fonica registrata presso i Radio Disney Studios Burbank, California | Sterling Sulieman                                                   | TBA |
| 2004      | Cerimonia audio fonica registrata presso i Radio Disney Studios Burbank, California | Sterling Sulieman                                                   | TBA |
| 2005      | Cerimonia audio fonica registrata presso i Radio Disney Studios Burbank, California | Sterling Sulieman                                                   | TBA |
| 2006      | Cerimonia audio fonica registrata presso i Radio Disney Studios Burbank, California | Nessuno                                                             | TBA |
| 2007      | Cerimonia audio fonica registrata presso i Radio Disney Studios Burbank, California | Nessuno                                                             | TBA |
| 2008–2012 | Non si sono tenute cerimonie                                                        | Non si sono tenute cerimonie                                        | Non si sono tenute cerimonie |
| 2013      | Microsoft Theater Los Angeles                                                       | Ariana Grande                                                       | - Selena Gomez - Bridgit Mendler - Austin Mahone - Cher Lloyd - Cody Simpson - Mindless Behavior |
| 2014      | Microsoft Theater Los Angeles                                                       | Olivia Holt Dove Cameron                                            | - Ariana Grande - Fifth Harmony - Austin Mahone - Becky G - R5 - Zendaya |
| 2015      | Microsoft Theater Los Angeles                                                       | Zendaya                                                             | - Shawn Mendes - Fifth Harmony - Nick Jonas - Rachel Platten - Natalie La Rose - Tori Kelly - Sheppard - Becky G - R5 - Sabrina Carpenter |
| 2016      | Microsoft Theater Los Angeles                                                       | Camila Cabello                                                      | - Ariana Grande - Flo Rida - DNCE - Hailee Steinfeld - Zara Larsson - Kelsea Ballerini - Daya - Jordan Smith - Sabrina Carpenter - Laura Marano - Sofia Carson |
| 2017      | Microsoft Theater Los Angeles                                                       | Kelsea Ballerini Sofia Carson Jordan Fisher Jenna Ortega Alex Aiono | - Jordan Fisher Auli'i Cravalho Alessia Cara Tally - Hailee Steinfeld - Julia Michaels - Kelsea Ballerini - Noah Cyrus - Lindsey Stirling - Sabrina Carpenter - Kelsea Ballerini Hailee Steinfeld Sofia Carson Jamie Lynn Spears - Train - Alessia Cara - Grace VanderWaal - Erin Bowman - Fitz and The Tantrums |
| 2018      | Dolby Theatre                                                                       | TBA                                                                 | - Echosmith - Kelly Clarkson - Marshmello - Meghan Trainor - Maddie Poppe - Charlie Puth - Carrie Underwood feat. Ludacris - Sabrina Carpenter |

## Categorie

### Fisse
- Best Female Artist
- Best Male Artist
- Best Group
- Best Song/Song of the Year
- Best Song to Dance
- Best New Artist
- Best Style/Best Stylish
- Fiercest Fans
- Best Crush Song
- Best Song from a Movie or TV Show

### Ricorrenti
- Best Music Video
- Best Crush Song
- Best Breakup Song
- Best Acoustic Performance

### Hero Award
Hero Award è un premio per l'impegno nelle opere di carità comunitarie.
- 2013: Mary Dawson[12]
- 2014: Shakira[13]
- 2015: Jennifer Lopez[14]
- 2016: Gwen Stefani[15]

### Icon Award
- 2017: Britney Spears

### Altri premi speciali
- 2014: Chart Topper Award ad Ariana Grande per la sua performance nelle classifiche.[16]
- 2014: Show Stopper Award agli R5 Per i loro spettacoli sold-out del Louder Tour.[16]

## Nomination e vittorie

### Artisti con più nomination
| Artista           | Numero di nomination |
| ----------------- | -------------------- |
| Hilary Duff       | 35                   |
| Vanessa Hudgens   | 22                   |
| Avril Lavigne     | 21                   |
| Ashley Tisdale    | 19                   |
| Lindsay Lohan     | 17                   |
| Miley Cyrus       | 16                   |
| Selena Gomez      | 16                   |
| Taylor Swift      | 16                   |
| Fifth Harmony     | 16                   |
| Zac Efron         | 15                   |
| Kelly Clarkson    | 14                   |
| Justin Bieber     | 14                   |
| Sabrina Carpenter | 11                   |
| JoJo              | 10                   |
| Ariana Grande     | 10                   |

### Artisti con più vittorie
| Artista           | Numero di vittorie |
| ----------------- | ------------------ |
| Hilary Duff       | 21                 |
| Fifth Harmony     | 8                  |
| Selena Gomez      | 8                  |
| Taylor Swift      | 8                  |
| Avril Lavigne     | 7                  |
| Miley Cyrus       | 7                  |
| Ariana Grande     | 6                  |
| The Cheetah Girls | 6                  |

## Premi speciali

### Hero Award
Premio dato a cantanti che si sono distinti in progetti di aiuti umanitari, ambientali, diritti civili o per sensibilizzare e incrementare le ricerche per cure di malattie.
- 2014 - Shakira
- 2015 - Jennifer Lopez
- 2016 - Gwen Stefani
- 2017 - Nick Jonas
- 2018 - Carrie Underwood
- 2019 - Avril Lavigne

### Icon Award
È un'onorificenza per il contributo musicale e l'influenza verso gli adolescenti da parte di artisti durante la loro carriera.
- 2017 - Britney Spears
- 2018 - Kelly Clarkson